# Fabio Volo
Fabio Volo (ur. 23 czerwca 1972 w Calcinate) – włoski pisarz, aktor i prezenter telewizyjny. Pisze głównie literaturę obyczajową, romantyczną i piękną. Jest także scenarzystą, piosenkarzem, filozofem i prowadzi programy radiowe oraz dubbinguje filmy.

## Życiorys, kariera i twórczość
W młodości żył dosyć skromnie – m.in. pracował w piekarni ojca; wykonywał inne, mało ważne i dochodowe zawody. W latach 90. XX w. zaczął swoją działalność w show-biznesie; zaczął nagrywać piosenki. Był wtedy związany z radiem Capital, jednak odniósł tak duży sukces, że rozpoczął samodzielną działalność i zaprzestał współpracy z tym radiem w 1996 r. Szybko zdobywał popularność – już w 1998 r. pracował w telewizji Italia 1, prowadząc tam program rozrywkowy. W 2000 roku zaczął prowadzić swój program – „Volo o poranku” – w radiu Deejay. W latach 2002–2003 prowadził programy telewizyjne – m.in. w MTV – i po raz pierwszy zagrał w filmie. Kolejne lata (głównie 1. dekadę XXI wieku) uważa się za najbardziej intensywne lata jego kariery – grał w teatrze, napisał książkę „Czekam na ciebie całe życie”, napisał scenariusz, prowadzi wiele programów i zdubbingował rolę bohatera w „Kung Fu Pandzie”. W dalszych latach głównie gra w filmach, pisze książki i prowadzi program na żywo. Jego głos uważa się za najbardziej rozpoznawalny we Włoszech. W 2012 r. zaczyna prowadzić program na żywo w telewizji RAI 3.

## Nagrody
W 2002 roku, Volo gra w filmie „W razie czego”, w którym gra Tommaso. Za tę rolę otrzymuję nominację do nagrody David di Donatello.
W latach, gdy ukazywało się wiele jego utworów literackich (np. „Pierwsze światła poranka” (wł. „Le prime luci del mattino”)), zostaje uhonorowany nagrodą Premio Letterario la Tore Isola d'Elba (w 2010 r.).

## Wybrane powieści
- „Esco a fare due passi(inne języki)”
- „È una vita che ti aspetto(inne języki)”
- „Un posto nel mondo(inne języki)”
- „Il giorno in piu(inne języki)”
- „Il tempo che vorrei(inne języki)”
- „Le prime luci del mattino(inne języki)”
- „La strada verso casa(inne języki)”